# Pittsburg (Oklahoma)
Pittsburg – miejscowość w Stanach Zjednoczonych, w stanie Oklahoma, w hrabstwie Pittsburg.